# Centre des Nouvelles Industries et Technologies

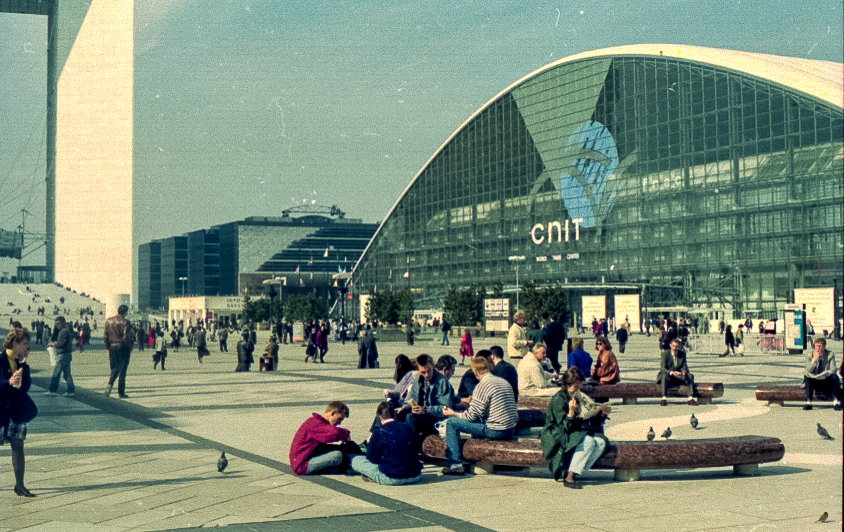
Het CNIT in 1991

Het Centre des Nouvelles Industries et Technologies, beter bekend onder het acroniem CNIT, is een  evenementen- en congrescentrum in La Défense, nabij de Franse hoofdstad Parijs. Het werd op 12 september 1958 geopend door president Charles de Gaulle en is sinds 2002 eigendom van vastgoedbedrijf Unibail, dat ook de Paris Expo bezit.
Dit is het eerste gebouw dat in het zakencentrum La Défense werd gebouwd. Het beslaat een driehoekig terrein in Puteaux waar vroeger de fabrieken van de Zodiac Group waren gevestigd, vandaar de karakteristieke vorm.
Emmanuel Pouvreau, voorzitter van een vereniging van werktuigbouwers, kwam in 1950 op het idee van een grote tentoonstellingshal voor de industrie. Deze zou gerealiseerd worden bij het Rond-Point de la Défense, mede door de behoefte aan grote ruimten zodat gelijktijdig verschillende grote tentoonstellingen konden plaatsvinden. Het Grand Palais was hiervoor te klein geworden. Pouvreau richtte in 1954 Centre National des Industries et Techniques SA op, en organiseerde een prijsvraag voor het ontwerp van het gebouw.
Op 21 maart 2007 werd op het centrale plein van La Défense een gedenkteken onthuld, ter herinnering aan grondlegger Pouvreau.

## Bouw, en renovaties
De bouw vond plaats tussen 1956 en 1958. Het CNIT is gebouwd in de vorm van een geribbelde dubbele huid van gewapend beton met overspanningen van 218 meter. De architecten waren Robert Camelot, Jean de Mailly en Bernard Zehrfuss, alle drie winnaars van de Grand Prix de Rome. De metaalconstructie van de gevels werd ontworpen door ingenieur Jean Prouvé. Het ontwerp van de dakconstructie met een huid over spanten (als een vliegtuigvleugel) is van Nicolas Esquillan.
In 1988 werd het gebouw geheel leeggehaald, voor een totale renovatie die in 1989 werd afgesloten. Zehrfuss fungeerde hierbij als adviseur. Het nuttige vloeroppervlak van 100.000 m² werd bij de renovatie vrijwel verdubbeld.
Sinds deze renovatie is het gebouw een congrescentrum. Daarnaast biedt het onderdak aan winkels, zoals een vestiging van Fnac, bars, restaurants, en een vestiging van hotelketen Hilton.
In maart 2007 ging een nieuwe renovatie van start. Geprobeerd werd het gevoel van ruimte terug te brengen, dat door het inbouwen van extra kantoren en winkels tijdens de renovatie van 1988-1989 verloren was gegaan. De renovatie stond onder supervisie van het architectenbureau Brullmann-Crochon en duurde net geen twee jaar.